# Partido Democrático da Sérvia
O Partido Democrático da Sérvia (em sérvio: Демократска странка Србије / Demokratska stranka Srbije, ДCC / DSS) é um partido político conservador da Sérvia.
Fundado em 1992 por membros da ala nacionalista do Partido Democrático, o DSS rapidamente se tornou uma força eleitoral, tornando-se um dos partidos mais críticos do regime de Milosevic. Esta popularidade do DSS foi confirmada em 2000, quando o líder do partido, Vojislav Koštunica, derrotou Slobodan Milosevic nas eleições presidenciais, e assim, terminando com a década de poder de Milosevic.
Inicialmente, o partido colocava-se claramente no centro-direita, seguindo uma linha democrata-cristã, reformista e um firme apoiante da integração europeia da Sérvia. Com a independência do Kosovo em 2008, e seu reconhecimento por diversos países da UE, o partido virou claramente à direita, seguindo uma linha nacionalista, conservadora e completamente contra a adesão da Sérvia à UE e à NATO. No âmbito desta viragem do DSS ao euroceticismo e ao nacionalismo, o partido decidiu abandonar o Partido Popular Europeu em 2012.

## Resultados eleitorais

### Eleições presidenciais
| Data    | Candidato apoiado        | 1ª Volta                 | 1ª Volta                 | 2ª Volta                 | 2ª Volta                 |
| Data    | Candidato apoiado        | Votos                    | %                        | Votos                    | %                        |
| ------- | ------------------------ | ------------------------ | ------------------------ | ------------------------ | ------------------------ |
| 1992    | Nenhum candidato apoiado | Nenhum candidato apoiado | Nenhum candidato apoiado | Nenhum candidato apoiado | Nenhum candidato apoiado |
| 09/1997 | Boicote                  | Boicote                  | Boicote                  | Boicote                  | Boicote                  |
| 12/1997 | Boicote                  | Boicote                  | Boicote                  | Boicote                  | Boicote                  |
| 09/2002 | Vojislav Koštunica       | 1 123 420                | 30,9 (1.º)               | 1 974 450                | 68,4 (1.º)               |
| 12/2002 | Vojislav Koštunica       | 1 699 098                | 57,7 (1.º)               |                          |                          |
| 2003    | Dragoljub Mićunović      | 893 906                  | 35,4 (2.º)               |                          |                          |
| 2004    | Dragan Maršićanin        | 414 971                  | 13,3 (4.º)               |                          |                          |
| 2008    | Velimir Ilić             | 305 828                  | 7,4 (3.º)                |                          |                          |
| 2012    | Vojislav Koštunica       | 290 861                  | 7,4 (4.º)                |                          |                          |

### Eleições legislativas
| Data | Votos   | %          | +/-     | Deputados | +/-     | Status            | Coligação                       |
| ---- | ------- | ---------- | ------- | --------- | ------- | ----------------- | ------------------------------- |
| 1992 | N/D     | N/D        |         | 18 / 250  |         | Oposição          | Movimento Democrático da Sérvia |
| 1993 | 218 056 | 5,1 (5.º)  |         | 7 / 250   | 11      | Oposição          |                                 |
| 1997 | Boicote | Boicote    | Boicote | Boicote   | Boicote | Boicote           | Boicote                         |
| 2000 | N/D     | N/D        |         | 45 / 250  |         | Governo           | Oposição Democrática da Sérvia  |
| 2003 | 678 031 | 17,7 (2.º) |         | 53 / 250  | 8       | Governo           |                                 |
| 2007 | 667 615 | 16,6 (3.º) | 1,1     | 33 / 250  | 20      | Governo           |                                 |
| 2008 | 480 987 | 11,6 (3.º) | 5,0     | 21 / 250  | 9       | Oposição          |                                 |
| 2012 | 273 532 | 7,0 (4.º)  | 4,6     | 21 / 250  | =       | Oposição          |                                 |
| 2014 | 152 436 | 4,2 (5.º)  | 2,8     | 0 / 250   | 21      | Extra-parlamentar |                                 |